# Caerostris mitralis
Caerostris mitralis är en spindelart som först beskrevs av Vinson 1863.  Caerostris mitralis ingår i släktet Caerostris och familjen hjulspindlar. Inga underarter finns listade.